# Studierendenwerk Marburg
Das Studierendenwerk Marburg ist eine Anstalt des öffentlichen Rechts mit Sitz in Marburg. Es ist zuständig für die wirtschaftliche, soziale, gesundheitliche und kulturelle Förderung der Studierenden an der Philipps-Universität Marburg. Das 1921 gegründete Werk gehört zu den ältesten Studierendenwerken in Deutschland. Es betreibt zahlreiche Wohnheime und Universitätsmensen bzw. Bistros im Stadtgebiet.

## Geschichte
Die Geschichte des Studierendenwerks Marburg reicht zurück bis ins Jahr 1920, als unter dem Namen „Studentenheim“ eine erste Vorläuferinstitution ins Leben gerufen wurde. In einer einfachen Einrichtung wurden damals bis zu 150 Studierende verpflegt. Am 22. Februar 1921 gründete sich daraus der Verein Studentenheim Marburg e. V., der die soziale Unterstützung der Studierenden fortan institutionell organisierte.
Bereits ein Jahr später, 1922, konnte ein Haus in der Reitgasse 11 erworben werden, das zur ersten festen Mensa und als Aufenthaltsraum diente. Es folgten weitere bedeutende Gebäude: 1924 das Bettina-Haus in der Sybelstraße 14 als erstes Wohnheim für Studentinnen, und 1927 das vom Industriellen Carl Duisberg gestiftete Dr.-Carl-Duisberg-Haus. Im gleichen Jahr wurde durch Spendengelder der Forsthof erworben, einst Wohnsitz von Friedrich Carl von Savigny.
Mit der nationalsozialistischen Gleichschaltung 1933 wurde auch das Marburger Studentenwerk in das zentralisierte Reichsstudentenwerk eingegliedert.
Nach dem Zweiten Weltkrieg wurde das Studentenwerk 1946 als Treuhandsondervermögen der Philipps-Universität Marburg neu aufgestellt. Noch im selben Jahr gaben die amerikanischen Militärbehörden das Carl-Duisberg-Haus und den Forsthof wieder als Wohnheime frei. 1947 folgte die Freigabe des Bettina-Hauses. Im selben Jahr nahm eine zweite Mensa in der Gutenbergstraße 18 ihren Betrieb auf, in der täglich rund 1500 Mahlzeiten ausgegeben wurden – zusätzlich zu den etwa 2500 Essen in der Mensa Reitgasse. Anfang der 1950er-Jahre wurde die Mensa in der Gutenbergstraße allerdings wieder geschlossen.
1950 war Marburg Gründungsort des Verbands Deutscher Studentenwerke. Drei Jahre später konnte das Gebäude Reitgasse 13 erworben und zur Erweiterung der Mensa sowie für Verwaltungszwecke genutzt werden. 1957 übernahm das Studentenwerk die Studienfinanzierung nach dem sogenannten Honnefer Modell, dem Vorläufer des späteren BAföG.
Ein bedeutender Entwicklungsschritt war 1961 die Grundsteinlegung für das Marburger Studentendorf an der Geschwister-Scholl-Straße mit über 800 Wohnplätzen. 1962 wurde zudem das Studentenhaus am Erlenring mit großer Mensa eröffnet. Am 1. April 1962 erfolgte die rechtliche Umwandlung in eine Anstalt des öffentlichen Rechts.
1965 übernahm das Studentenwerk die Trägerschaft der Universitätskindertagesstätte, die heute als älteste ihrer Art unter westdeutschen Studentenwerken gilt. 1969 wurde mit dem Konrad-Biesalski-Haus das erste integrative Wohnheim Deutschlands für Studierende mit Behinderung eröffnet.
In den 1970er Jahren erweiterte das Studentenwerk seine Wohnheime erneut: 1976 entstanden das Karl-Egermann-Haus sowie die Wohnanlage in Wehrda, 1977 folgte der Ankauf des heutigen Christian-Wolff-Hauses.
Zum Wintersemester 1985/86 wurde das neue Studentenzentrum auf den Lahnbergen mit Mensa und Cafeteria eröffnet – konzipiert für bis zu 2500 Essensgäste täglich.
Im Jahr 2002 wurde mit dem Café Leonardo im Hörsaalgebäude Biegenstraße eine weitere gastronomische Einrichtung geschaffen. 2010 kam eine weitere Kindertagesstätte am Erlenring hinzu, um die Vereinbarkeit von Studium und Familie zu verbessern.
Mit dem Max-Kade-Zentrum wurde 2014 ein neues Begegnungszentrum im Studentendorf eröffnet, das Wohnen und kulturelle Veranstaltungen verbindet. In den darauffolgenden Jahren entstanden weitere moderne Wohnheime: 2016 in der Gutenbergstraße, 2018 in Hasenherne.
2020 begann der Bau des Atlashauses im Hermann-Jacobsohn-Weg, das 2021 feierlich eröffnet wurde.
Im Oktober 2023 wurde das Studentenwerk schließlich in Übereinstimmung mit einer gesetzlichen Vorgabe des Landes Hessen offiziell in Studierendenwerk Marburg umbenannt.

## Aufgaben und Organisation
Das Studierendenwerk Marburg ist eine rechtsfähige Anstalt des öffentlichen Rechts. Diese Rechtsform entspricht der Struktur der meisten Studierendenwerke in Deutschland. Sie gewährleistet staatliche Mitverantwortung für die Aufgabenerfüllung und ermöglicht gleichzeitig den erforderlichen wirtschaftlichen Handlungsspielraum.
In den Gremien des Studierendenwerks wirken sowohl Studierendenvertreter als auch Vertreter der Philipps-Universität Marburg mit. Dadurch besteht eine unmittelbare Einflussmöglichkeit auf die Ausgestaltung des Leistungsangebots.
Das Studierendenwerk übernimmt vielfältige soziale und wirtschaftliche Dienstleistungen für die Studierenden der Philipps-Universität. Die zentralen Aufgabenbereiche sind:
- Studienfinanzierung: Beratung und Bearbeitung von Anträgen auf Ausbildungsförderung nach dem Bundesausbildungsförderungsgesetz (BAföG) sowie nach dem Aufstiegsfortbildungsförderungsgesetz (AFBG, sog. „Meister-BAföG“).
- Hochschulgastronomie: Betrieb von zwei Mensen und elf Cafeterien mit einem jährlichen Speisenvolumen von rund einer Million Mahlzeiten.
- Studentisches Wohnen: Bereitstellung von etwa 2.100 Wohnheimplätzen. Rund die Hälfte der Plätze ist für internationale Studierende vorgesehen.
- Kinderbetreuung: Das Werk betreibt zwei Kindertagesstätten mit insgesamt rund 70 Betreuungsplätzen für Kleinkinder.
- Beratungsangebote: Dazu zählen die Sozialberatung des Studierendenwerks sowie die psychotherapeutische Beratungsstelle der Universität, die im Studentenhaus untergebracht ist.

Ein besonderes Merkmal des Studierendenwerks ist das Konrad-Biesalski-Haus – ein Wohnheim für Studierende mit körperlicher Behinderung. Es bietet 74 barrierefreie Wohnplätze sowie eine individuell vereinbarte pflegerische und physiotherapeutische Versorgung. Ein eigener Fahrdienst unterstützt die Mobilität der Bewohnerinnen und Bewohner.
Darüber hinaus ist das Studierendenwerk Marburg Mitglied im Paritätischen Wohlfahrtsverband – Landesverband Hessen e. V.
Seit 1976 besteht eine internationale Partnerschaft mit dem französischen Studierendenwerk CROUS Poitiers.

## Standorte

### Wohnheime
Das Studierendenwerk Marburg betreibt aktuell 13 Wohnanlagen mit über 2 100 Wohnplätzen, verteilt über das gesamte Stadtgebiet. Die Wohnheime bieten verschiedene Zimmerarten – vom klassischen Einzelzimmer über Apartments mit Bad bis zu barrierefreien Wohneinheiten für Studierende mit Behinderung.

#### Innenstadtbereich und Oberstadt
- Forsthof (Ritterstraße 16): Historisches Gebäude aus dem 17. Jahrhundert mit zwei Häusern. Bietet 53 Einzelzimmer, Zimmergrößen zwischen 7,18 m² und 33,12 m². Die Sanierung erfolgte zwischen 1985 und 1987. Mietpreise: 233 €–346 €.[4]
- Dr.-Carl-Duisberg-Haus (Gisonenweg 2): Ursprünglich 1927 errichtet, 1959 erweitert. Besteht aus 97 Einzelzimmern und 5 Appartements. 2011 modernisiert. Zimmergrößen: 9,47 m²–27,06 m². Mietpreise: 241 €–382 € inkl. Internet.[4]
- Bettina-Haus (Sybelstraße 14): Kleines Wohnheim mit 19 Einzelzimmern. Baujahr 1924. Mietpreise: 211 €–314 €, Zimmergrößen: 7,34 m²–25,28 m².[4]
- Konrad-Biesalski-Haus (KBH) (Sybelstraße 16): Inklusives Wohnheim mit 74 Plätzen, davon 73 behindertengerechte Zimmer. Baujahr ca. 1969. Mietpreis: 295 €, Zimmergrößen: 14 m²–27 m². Assistenzleistungen für Studierende mit Behinderung gehören zum Konzept.[4]
- Ritterstraße 13: Wohnheim in historischem Gebäude aus dem 16. Jahrhundert, seit 1968 in Trägerschaft des Studentenwerks. 34 Einzelzimmer, saniert 2014. Mietpreise: 286 €–346 €, Zimmergrößen: 11 m²–19 m².[4]
- Gutenbergstraße 31: Neubau von 2016 mit 60 Einzelzimmern (darunter 4 barrierefrei und 8 mit Hochbettebene). Zimmergrößen: 16,12 m²–27,71 m². Mietpreise: 339 €–385 €.[4]

#### Studentendorf und angrenzende Wohnheime
- Studentendorf (Geschwister-Scholl-Str. 1–13): Größte Wohnanlage mit 811 Plätzen in acht Wohnheimen. Besteht aus 313 Apartments, 106 WG-Zimmern und 392 Einzelzimmern. Mit 280 Stellplätzen und integriertem Max-Kade-Zentrum.[4]
- Karl-Egermann-Häuser (Fuchspaß 28, 32, 36): Drei Gebäude mit insgesamt 268 Einzelzimmern (Haus A: 94, Haus B: 81, Haus C: 93). Baujahr 1976, umfassend modernisiert 1994/95. Zimmergröße: ca. 14 m². Mietpreis: 258 €.[4]
- Hasenherne (Geschwister-Scholl-Str. 17): 80 WG-Zimmer (50 in 2er-WGs, 30 in 3er-WGs), auch für studentische Familien geeignet. Baujahr 2018. Zimmergrößen: 14,36 m²–16,84 m². Mietpreise: 365 €–391 €.[4]

#### Weitere Standorte
- Wohnheime Wehrda (Ernst-Lemmer-Str. 13–17): Drei Wohngebäude mit je 86 Einzelzimmern (gesamt 258 Plätze). Baujahr 1976, modernisiert 1994. Zimmergröße: 14 m². Mietpreis: 255 €.[4]
- Christian-Wolff-Häuser (Friedrich-Ebert-Str. 111–119): Vier Gebäude mit insgesamt 259 Wohnplätzen. Haus 1: 65 Einzelzimmer + 24 2er-WGs; Häuser 2 und 3 mit insgesamt 146 WG-Zimmern. Baujahr 1976, Sanierung 2024/25. Zimmergrößen: 12 m²–34 m². Mietpreise: 262 €–400 €.[4]
- Atlashaus (Hermann-Jacobsohn-Weg 3): 2021 eröffnet. Moderne Anlage mit 74 Wohnplätzen. 8 Zimmer in 2er-WGs, 66 Einzelzimmer mit eigenem Bad. Zimmergrößen: 13,79 m²–25,35 m². Mietpreise: 321 €–424 €.[4]

### Mensen und Cafeterien
Das Studierendenwerk Marburg betreibt mehrere gastronomische Einrichtungen für Studenten und Mitarbeiter an zentralen und dezentralen Standorten der Philipps-Universität. Das Angebot umfasst zwei Mensen, mehrere Cafeterien sowie mobile und saisonale Verpflegungsangebote.
Bereits 1920 richtete die Marburger Studentenschaft in Eigeninitiative eine erste Mensa academica im alten Saalbau ein, dem heutigen Institut für Leibesübungen. 1922 konnte mit Unterstützung privater, staatlicher und kirchlicher Stellen das sogenannte Haus Lederer in der Reitgasse 11 als feste Mensa bezogen werden. Die Ausstattung stammte teilweise aus Heeresbeständen des Ersten Weltkriegs. Aufgrund des wachsenden Bedarfs kam es 1934/36 zu einem grundlegenden Umbau.
Um in der Nachkriegszeit die hohen Nutzerzahlen bedienen zu können, wurde zusätzlich zur Mensa im Haus Lederer eine weitere Mensa an der Gutenbergstraße 18 betrieben. Sie ging 1947 in Betrieb und ergänzte die Reitgasse-Mensa mit einer Ausgabe von etwa 1.500 Mahlzeiten täglich. Aufgrund baulicher Einschränkungen und der perspektivischen Verlagerung der Gastronomie wurde die Mensa in der Gutenbergstraße in den frühen 1950er Jahren jedoch wieder geschlossen.
Die Mensa Erlenring wurde zwischen 1960 und 1962 nach Plänen des Marburger Architekten Walter Freiwald errichtet. Die Einweihung erfolgte am 12. Mai 1962.
Die Mensa Lahnberge ist Bestandteil des 1983 eröffneten Studentenzentrums auf dem Campus Lahnberge. Der Entwurf stammt von Karl-Heinz Vesterling. Die Bauarbeiten begannen 1982; die Inbetriebnahme erfolgte am 17. Oktober 1983.